# Numancia de la Sagra
Numancia de la Sagra es un municipio y localidad española de la provincia de Toledo, en la comunidad autónoma de Castilla-La Mancha. El término tiene una población de 5616 habitantes (INE 2024).

## Toponimia
Su topónimo se debe a una modificación de 1936 por parte del régimen franquista que no responde a ninguna tradición, ya que su nombre desde la Edad Media era el de «Azaña». Este término podría derivarse del árabe al-sāniya (السانية) 'aceña', 'la noria', 'molino de agua', aunque para García Sánchez también es posible y más sencilla su derivación de la voz árabe Faṣ (فص) 'campo'.
Respecto al término «Numancia», se debe a que durante la guerra civil el pueblo fue tomado por el regimiento Numancia. Su etimología es desconocida, indicándose como hipótesis un origen celta aunque no existan argumentos sólidos para su demostración.

## Geografía

Hidrografía

El municipio se encuentra situado «en una vega dominada por derecha e izquierda de dos pequeñas sierras o lomas que desnivelan poco la llanura de su término». Pertenece a la comarca de La Sagra y linda con los términos municipales de Illescas y Yeles al norte, Esquivias y Borox al este, Pantoja y Villaluenga de la Sagra al sur, y Yuncos al oeste.
De norte a sur del municipio discurren los arroyos de Guatén y Viñuela, este último afluente del primero con su desembocadura en el término de Cobeja y secos la mayor parte del año.

## Historia
Aparece por vez primera en un documento de 1158 en el que Sancho III cede cinco yugadas de heredad en Azaña a cambio de la mitad de Ciruelos: «... do in illa aldeia de Azania...»
Durante los siglos XII a XIV aparece en varios documentos más. Así, en 1159 el por entonces arzobispo de Toledo, Juan, dona al Cabildo las villas de Illescas y Azaña, que aparecen como «Yleskes et Fazaniam». Poco después, en 1164, el mismo arzobispo dona nuevamente algunas heredades de la villa que este caso aparece citada como «Fazania». En un listado de las rentas que recibía en 1234 la catedral de Toledo aparece indicada como «Façanna». En 1399 vuelve a aparecer, esta vez como «Hazaña» en un documento en el que Enrique III indica las cantidades que los pueblos de Toledo y Madrid deben pagar.
A mediados del siglo XIX, el lugar, por entonces con ayuntamiento propio, contaba con una población censada de 403 habitantes. La localidad aparece descrita en el tercer volumen del Diccionario geográfico-estadístico-histórico de España y sus posesiones de Ultramar de Pascual Madoz de la siguiente manera:

AZAÑA: v. con ayunt. de la prov. y dióc. de Toledo (5 leg.), part. jud. de Illescas (3/4), aud. terr. de Madrid (7), c. g. de Castilla la Nueva: sit. en una vega dominada por der. é izq. de 2 pequeñas sierras ó lomas que desnivelan poco la llanura de su térm.: su clima es frio, por cuajar mucho los hielos, y caloroso en el verano por su escasa ventilacion; se padecen afecciones pulmonales y tercianas. Tiene 100 casas malas, entre las cuales figura la consistorial con cárcel y pósito en muy mal estado: hay 1 escuela de primera educacion pagada con 5 rs. por los fondos públicos á la que asisten 46 niños y 26 niñas; igl. parr. dedicada á la Asuncion de Ntra. Sra. 1 ermita con la advocacion de la Sta. Cruz, titulada de Santa Juana, cuyo título se le da porque está construida en el solar que ocupó la casa en que nació la venerable Juana de la Cruz, abadesa del conv. de Sta. Juana junto á Cubas: esta ermita fué edificada á costa de los vec. de Azaña en el año 1662 con licencia del Sr. Moscoso y Sandoval, arz. de Toledo, y en la estremidad del pueblo hay 1 fuente abundante, aunque de agua salobre. Confina el térm. por N. con el de Illescas; E. Yuncler; S. Pantoja; O. Ontalba, que dista 300 pasos, hallándose los demás confines de 1 á 3/4 leg.: comprende 2,250 fan. de tierra, todas de muy buena calidad, contándose un prado llamado Valverde de escelentes pastos, y con la circunstancia de que todo el térm., perteneció al cabildo de Toledo,  al que tambien pagaban los vec. cierto canon por el terreno en que edificaban sus casas (*): bañanle 2 arroyuelos, el uno que baja del termino de Illescas, seco la mayor parte del año, pero perjudicial en sus avenidas, causando daños en las huertas y sembrados inmediatos, y hasta entrándose por las calles, y el otro viene de Yuncos. Los caminos se dirigen á Andalucía por el puente de Aceca, á Toledo por Yuncler, á Madrid por Illescas, y á la Alcarria por Esquirlas, todos en estado regular: se recibe la correspondencia en la adm. de lllescas por medio de balijero los mártes, juéves y sábados de cada semana: prod. las principales y casi las únicas son trigo, cebada y garbanzos de buena calidad, y en mucha cantidad: se dan también avena, habas, titos y algunas verduras; se mantiene algun ganado mular y poco vacuno, siendo preferible el primero si se cria en el pueblo, por la buena calidad de la yerba del prado: pobl.: 115 vec. 403 alm.: cap. prod. 463,564 rs.; imp. 12,980: contr., según la matrícula catastral, se calcula á toda la prov. el 74 p00, pero nuestras noticias particulares las hacen subir á 28,000 reales, que es mas del duplo de lo que se supone por riqueza, á lo que hay que añadir unos 5,000 rs. de presupuesto municipal, que la mayor parte se exige por repartimiento.
(Madoz, 1846, p. 207)

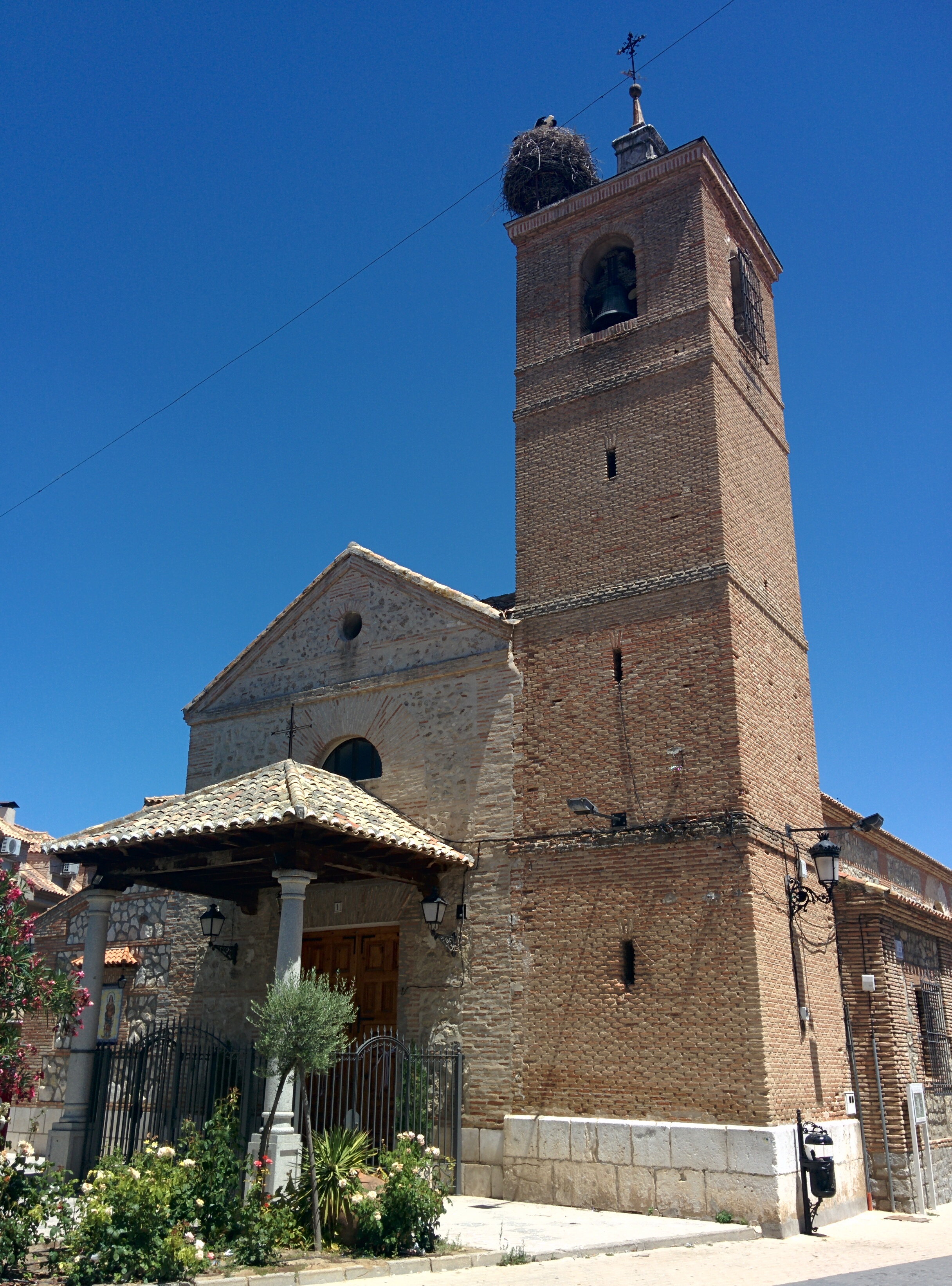
Iglesia de Nuestra Señora de la Asunción

La coincidencia de su antiguo nombre con el de Manuel Azaña, presidente de la Segunda República Española, fue motivo para que el 19 de octubre de 1936, las fuerzas franquistas encabezadas por el comandante Velasco, alzadas en armas contra la República, decidieran cambiar el nombre histórico del pueblo por el de «Numancia», nombre del regimiento que lo tomó, seguido del nombre de su comarca. Tras la muerte de Franco se ha venido debatiendo en la población la conveniencia o no de devolverle su nombre histórico, esperándose que se plantee un referéndum entre los vecinos para que decidan.

## Demografía
Cuenta con una población de 5616 habitantes (INE 2024).
| Gráfica de evolución demográfica de Numancia de la Sagra entre 1842 y 2021 |
| |
| Población de derecho según los censos de población del INE Población de hecho según los censos de población del INEEn estos censos se denominaba Azaña: 1842, 1857, 1860, 1877, 1887, 1897, 1900, 1910, 1920 y 1930 |

El ligero incremento de la población a lo largo del siglo XX se ha transformado en un fuerte aumento en los comienzos del XXI debido a su proximidad con Madrid.

## Economía
Históricamente ha sido una población fundamentalmente agrícola. Durante el siglo XIX se producía «trigo, cebada y garbanzos de buena calidad, y en mucha cantidad; se dan también avena, habas, titos y algunas verduras», manteniéndose así mismo algún ganado mular y poco vacuno. 
En 2006 el sector predominante era el de servicios con un 51,6 % del total de empresas que operaban en el municipio, seguido por los de la construcción con un 28,6 %, la industria con un 17,5 % y finalmente la agricultura con tan sólo un 2,4 %.
En la localidad tiene sus instalaciones Cerveza La Sagra.

## Administración
| Periodo   | Nombre                                                                  | Partido |
| --------- | ----------------------------------------------------------------------- | ------- |
| 1979-1983 | Julián García Perales                                                   | UCD     |
| 1983-1987 | Carlos Fernández Rodríguez                                              | PSOE    |
| 1987-1991 | Amalio Hernández García                                                 | PSOE    |
| 1991-1995 | Clemente Serrano Serrano                                                | PP      |
| 1995-1999 | Clemente Serrano Serrano                                                | PP      |
| 1999-2003 | Hilario Esteban Seseña (1999-2000) Clemente Serrano Serrano (2000-2003) | PSOE PP |
| 2003-2007 | Lorenzo Toribio Tapiador                                                | PSOE    |
| 2007-2011 | Lorenzo Toribio Tapiador                                                | PSOE    |
| 2011-2015 | Pedro Vicente García Martín                                             | PP      |
| 2015-2019 | Miguel Ángel Fuerte Martínez                                            | PSOE    |
| 2019-2023 | Juan Carlos Sánchez Trujillo                                            | PP      |

## Patrimonio
- Ermita de Santa Juana: así llamada por estar construida en el solar que ocupó la casa en la que nació Sor Juana de la Cruz. Fue edificada en 1662 con aportaciones de los vecinos con licencia de Baltasar Moscoso y Sandoval arzobispo de Toledo.

## Fiestas
- 25 de abril: San Marcos.
- Tercer domingo de septiembre: fiestas en honor al Stmo. Cristo de la Misericordia.